# Плиацикас, Василиос
Васи́лиос Плиа́цикас (греч. Βασίλειος Πλιάτσικας; 14 апреля 1988, Афины, Греция) — греческий футболист, полузащитник. Завершил карьеру в 2021 году.

## Карьера

### Клубная
Плиацикас начал играть за АЕК в 2005 году. Василеос прошёл путь от резервной до основной команды. За четыре года полузащитник провёл 39 матчей за афинскую команду.
30 июня 2009 года Плиацикас подписал четырёхлетний контракт с немецким «Шальке 04». Начало 2010 года для греческого полузащитника было плохим, так как он порвал связки колена на тренировке. Это стало серьёзным ударом для Плиацикаса. Молодой полузащитник пропустил остаток сезона в Бундеслиге и чемпионат мира 2010 в ЮАР.
27 февраля 2014 года Плиацикас стал игроком донецкого «Металлурга».

### В сборной
Плиацикас был в составе юношеской сборной Греции, которая вышла в финал чемпионата Европы 2007 года. Полузащитник был капитаном юношеской сборной в следующем году на чемпионате Европы 2008, проходившем в Чехии. Его сборная дошла тогда до 1/4 финала.
Плиацикас дебютировал за главную сборную Греции 19 ноября 2008 года, выйдя на замену на 87-й минуте в матче против сборной Италии. Главный тренер сборной Отто Рехагель вызвал Плиацикаса на три матча отборочного раунда к чемпионату мира 2010 года против сборных Люксембурга, Украины и Латвии, в которых он затем и сыграл.